# Zimowy Olimpijski Festiwal Młodzieży Europy 2011
X Zimowy Olimpijski Festiwal Młodzieży Europy 2011 – dziesiąta edycja zimowego olimpijskiego festiwalu młodzieży Europy, odbywająca się w dniach 13–18 lutego 2011 roku w czeskim Libercu. W ramach tej edycji rozegrano zawody w ośmiu dyscyplinach sportu.

## Konkurencje
- biathlon (wyniki)
- biegi narciarskie (wyniki)
- hokej na lodzie (wyniki)
- kombinacja norweska (wyniki)
- łyżwiarstwo figurowe (wyniki)
- narciarstwo alpejskie (wyniki)
- snowboarding (wyniki)
- skoki narciarskie (wyniki)

## Wyniki

### Biathlon
| Konkurencja                          | Złoto                                                                   | Srebro                                                                        | Brąz                                                                      |
| ------------------------------------ | ----------------------------------------------------------------------- | ----------------------------------------------------------------------------- | ------------------------------------------------------------------------- |
| sprint (6 km) dziewcząt              | Laura Dahlmeier                                                         | Julia Bartolmäs                                                               | Hilde Fenne                                                               |
| bieg indywidualny (7,5 km) dziewcząt | Laura Dahlmeier                                                         | Anaïs Chevalier                                                               | Uljana Kajszewa                                                           |
| sprint (7,5 km) chłopców             | Johannes Thingnes Bø                                                    | Roman Rees                                                                    | Alexander Ketzer                                                          |
| bieg indywidualny (10 km) chłopców   | Matthias Dorfer                                                         | Johannes Thingnes Bø                                                          | Roman Rees                                                                |
| sztafeta mieszana                    | Niemcy Julia Bartolmäs · Laura Dahlmeier · Roman Rees · Matthias Dorfer | Norwegia Hilde Fenne · Rikke Andersen · Aasmund Steien · Johannes Thingnes Bø | Francja Laurane Sauvage · Anaïs Chevalier · Clément Dumon · Florian Rivot |

### Biegi narciarskie
| Konkurencja                      | Złoto                                                                                       | Srebro                                                            | Brąz                                                                            |
| -------------------------------- | ------------------------------------------------------------------------------------------- | ----------------------------------------------------------------- | ------------------------------------------------------------------------------- |
| 5 km stylem dowolnym dziewcząt   | Hilde Losgård Landheim                                                                      | Lea Einfalt                                                       | Sofia Henriksson                                                                |
| 7,5 stylem klasycznym dziewcząt  | Sofia Henriksson                                                                            | Thea Krokan Murud                                                 | Hilde Losgård Landheim                                                          |
| Sprint dziewcząt                 | Stina Nilsson                                                                               | Sofia Henriksson                                                  | Nathalie Schwartz                                                               |
| 7,5 km stylem dowolnym chłopców  | Martin Weisheit                                                                             | Daniel Herzog                                                     | Roman Tarasow                                                                   |
| 10 km stylem klasycznym chłopców | Antti Ojansivu                                                                              | Magnus Stensas                                                    | Mathias Borgnes                                                                 |
| Sprint chłopców                  | Christoffer Lindvall                                                                        | Artiom Małcew                                                     | Lennart Metz                                                                    |
| sztafeta mieszana                | Norwegia Stensas Magnus · Thea Krokan Murud · Håvard Solås Taugbøl · Hilde Losgård Landheim | Niemcy Daniel Herzog · Eva Wolf · Martin Weisheit · Laura Gimmler | Rosja Artiom Malcew · Jewgienija Oszczepkowa · Roman Tarasow · Lilija Wasiljewa |

### Hokej na lodzie
| Złoto | Srebro    | Brąz       |
| ----- | --------- | ---------- |
| Rosja | Finlandia | Szwajcaria |

### Kombinacja norweska
| Konkurencja                  | Złoto                                    | Srebro                           | Brąz                                  |
| ---------------------------- | ---------------------------------------- | -------------------------------- | ------------------------------------- |
| Zawody indywidualne chłopców | David Welde                              | Jani Peltola                     | Mads Kristoffer Waaler                |
| Zawody drużynowe chłopców    | Austria Paul Gerstgraser · Philipp Orter | Niemcy Jakob Lange · David Welde | Finlandia Jani Peltola · Ilkka Herola |

### Łyżwiarstwo figurowe
| Konkurencja | Złoto            | Srebro        | Brąz               |
| ----------- | ---------------- | ------------- | ------------------ |
| soliści     | Petr Coufal      | Maksim Kowtun | Simon Hocquaux     |
| solistki    | Polina Agafonowa | Ira Vannut    | Monika Simančíková |

### Narciarstwo alpejskie
| Konkurencja             | Złoto | Srebro                                                                                     | Brąz |
| ----------------------- | --- | ------------------------------------------------------------------------------------------ | --- |
| slalom dziewcząt        | Charlotta Säfvenberg | Eli Plut                                                                                   | Sabrina Maier |
| slalom gigant dziewcząt | Eli Plut | Karoline Pichler                                                                           | Sabrina Maier |
| slalom chłopców         | Henrik Kristoffersen | Anthony Bonvin                                                                             | Adrian Smiseth Sejersted                                                                                               |
| slalom gigant chłopców  | Henrik Kristoffersen | Emanuele Buzzi                                                                             | Justus Kuukka |
| Zawody drużynowe        | Szwecja Lisa Blomqvist · Magdalena Fjällström · Charlotta Säfvenberg · Dan Axel Grahn · Felix Monsen · Max-Gordon Sundquist | Szwajcaria Rahel Kopp · Corinne Suter · Samuel Antonin · Emanuel Bellwald · Anthony Bonvin | Włochy Valentina Cillara Rossi · Karoline Pichler · Federica Sosio · Emanuele Buzzi · Michele Gualazzi · Daniele Sorio |

### Snowboarding
| Konkurencja                 | Złoto           | Srebro             | Brąz            |
| --------------------------- | --------------- | ------------------ | --------------- |
| Snowcross dziewcząt         | Caroline Weibel | Chloé Trespeuch    | Jenny Pleisch   |
| gigant równoległy dziewcząt | Ester Ledecká   | Tanja Brugger      | Cheyenne Loch   |
| Snowcross chłopców          | Matteo Menconi  | Maurizio Bormolini | Timon Renfer    |
| gigant równoległy chłopców  | Luca Tresoldi   | Sandro Butollo     | Walerij Kolegow |

### Skoki narciarskie
| Konkurencja                  | Złoto                                                                             | Srebro                                                                 | Brąz                                                                    |
| ---------------------------- | --------------------------------------------------------------------------------- | ---------------------------------------------------------------------- | ----------------------------------------------------------------------- |
| Zawody indywidualne chłopców | Jarkko Määttä                                                                     | Ulrich Wohlgenannt                                                     | Mats Søhagen Berggaard                                                  |
| Zawody drużynowe chłopców    | Polska Krzysztof Biegun · Mateusz Kojzar · Aleksander Zniszczoł · Klemens Murańka | Finlandia Miika Ylipulli · Miika Taskinen · Juho Ojala · Jarkko Määttä | Niemcy Michael Herrmann · Ludwig Pohle · Michael Zachrau · Florian Menz |

## Klasyfikacja medalowa
| L.p. | Państwo    |   |   |   | Razem |
| ---- | ---------- | - | - | - | ----- |
| 1.   | Niemcy     | 6 | 5 | 5 | 16    |
| 2.   | Norwegia   | 5 | 4 | 6 | 15    |
| 3.   | Szwecja    | 4 | 1 | 1 | 6     |
| 4.   | Finlandia  | 3 | 3 | 2 | 8     |
| 5.   | Włochy     | 2 | 3 | 1 | 6     |
| 6.   | Rosja      | 2 | 2 | 4 | 8     |
| 7.   | Czechy     | 2 | 0 | 0 | 2     |
| 8.   | Austria    | 1 | 3 | 3 | 7     |
| 9.   | Szwajcaria | 1 | 2 | 3 | 6     |
| 10.  | Słowenia   | 1 | 2 | 0 | 3     |
| 11.  | Polska     | 1 | 0 | 0 | 1     |
| 12.  | Francja    | 0 | 2 | 2 | 4     |
| 13.  | Belgia     | 0 | 1 | 0 | 1     |
| 14.  | Słowacja   | 0 | 0 | 1 | 1     |